# Elsie Attenhofer
Elsie Attenhofer, född 21 februari 1909 i Lugano, Schweiz, död 16 juni 1999, schweizisk skådespelare. 

## Filmografi
- 1938 - Skyttesoldat Wipf
- 1952 - Heidi